# 若望一世 (埃諾)
若望一世（法語：Jean Ier de Hainaut，1248年—1304年8月22日），埃諾伯爵，1280年至1304年在位。
1299年，荷蘭伯爵揚一世去世，若望一世透過母親的血統繼承荷蘭伯國，稱揚二世。

## 家庭
1270年，若望一世與盧森堡的菲莉琶結婚，兩人共有2子4女：
1. 瑪麗（英语：Mary of Avesnes）（1280年—1354年），與波旁的路易一世結婚
2. 威廉一世（約1286年—1337年）
3. 若望（英语：John of Beaumont）（1288年—1356年）
4. 愛麗絲（—1317年）
5. 伊莎貝爾（—1305年）
6. 瑪格麗特（—1342年）